# Entomofagie

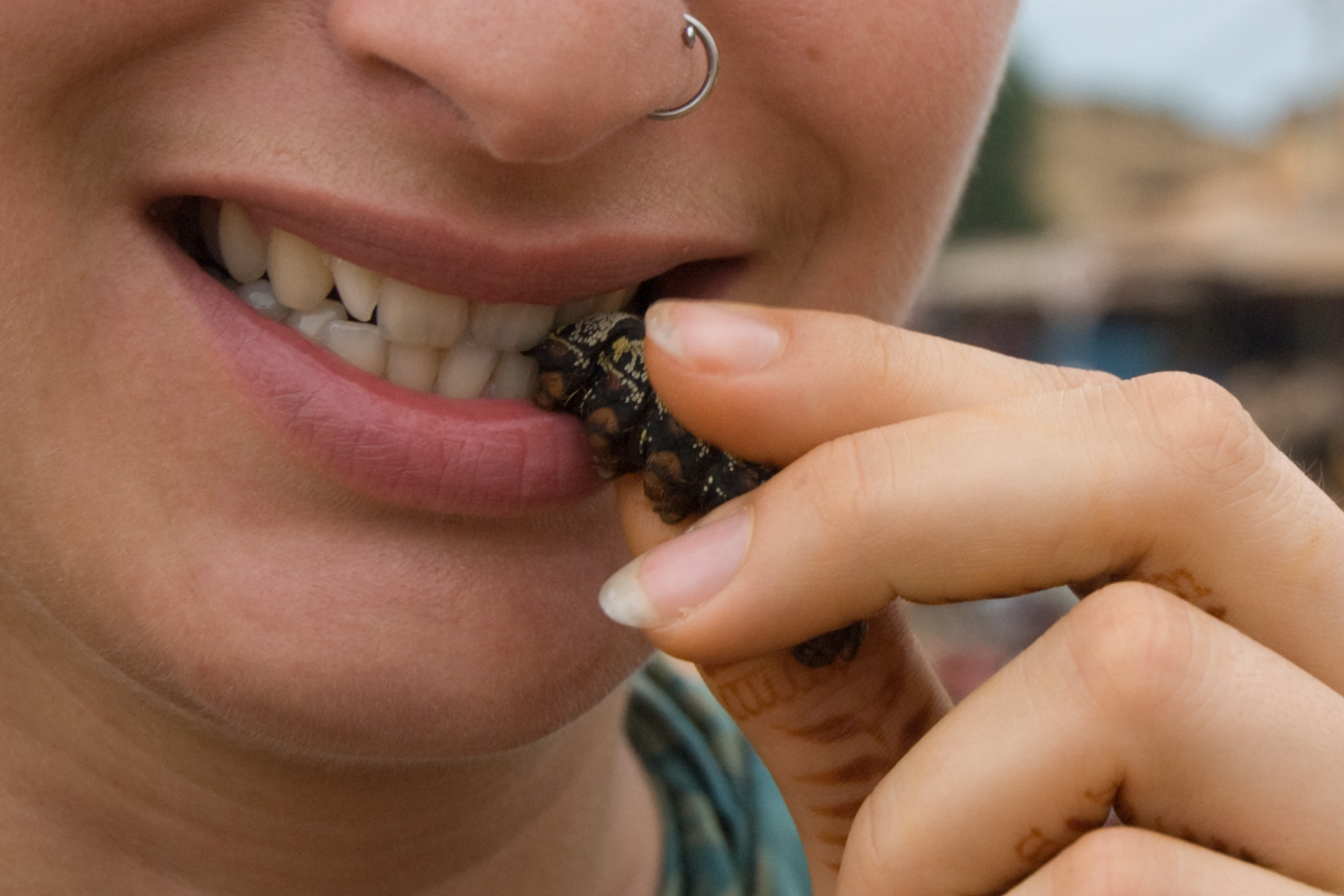
Een verse (dode) rups van de vlinder Cirina butyrospermi gegeten als snack (Banfora, Burkina Faso, september 2015)

Entomofagie (van Oudgrieks ἔντομον - éntomon, "insect" en φαγεῖν - phagein "eten") is het consumeren van insecten als voedsel.

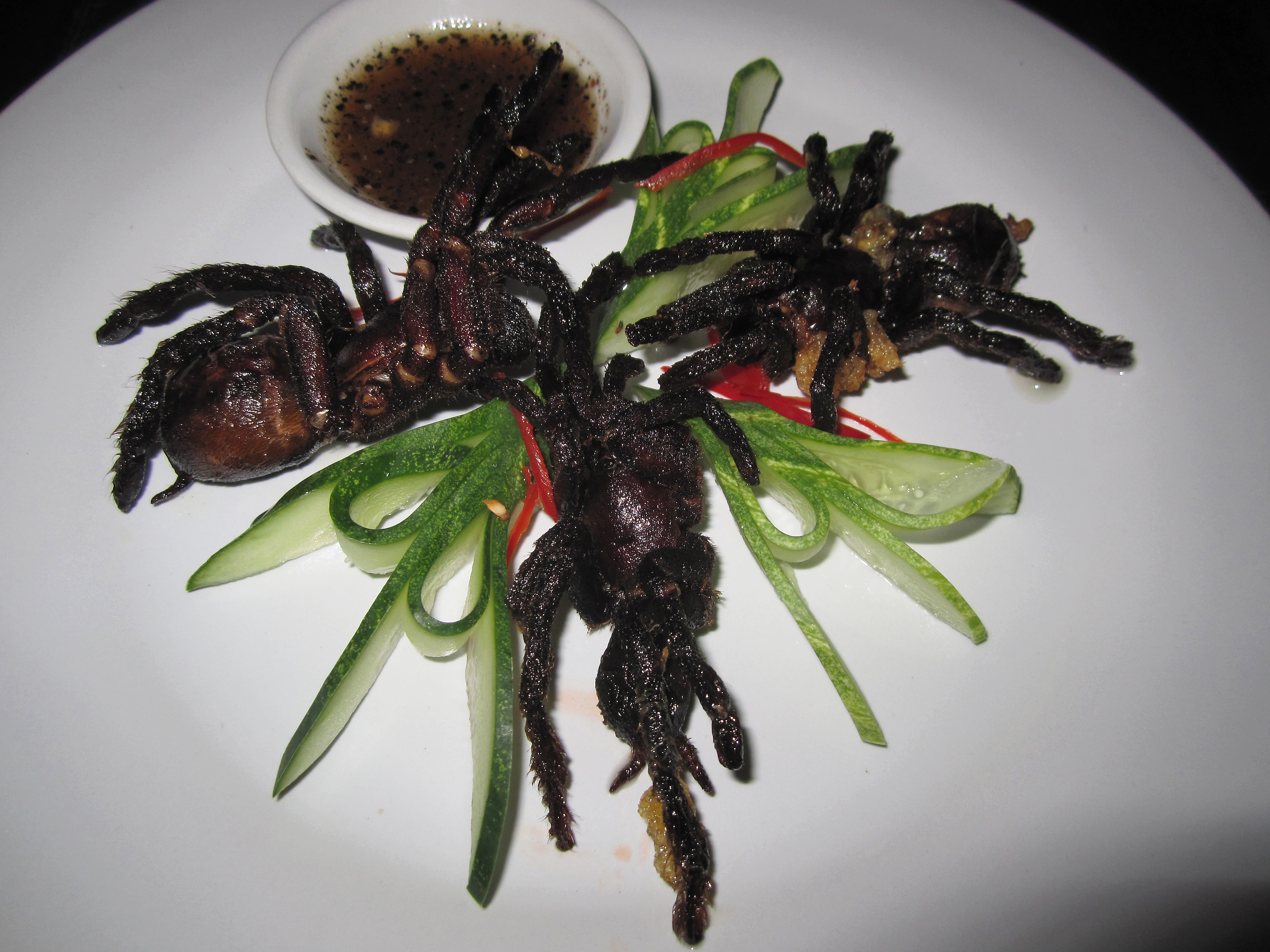
Geen insect maar wel op het menu - vogelspinnen worden in bepaalde delen van de wereld gegeten

Het consumeren van insecten door de mens komt veel voor in bepaalde delen van de wereld, zoals in Noord-, Centraal- en Zuid-Amerika en in Afrika, Azië, Australië en Nieuw-Zeeland. Er zijn meer dan tweeduizend insectensoorten bekend die gegeten worden in 80% van de landen ter wereld. In sommige gemeenschappen is het eten van insecten echter niet gebruikelijk of taboe. Heden ten dage is de consumptie van insecten nog ongebruikelijk in de westerse wereld, maar insecten blijven een grote voedselbron in veel zich ontwikkelende regio's in Latijns-Amerika, Afrika, Azië en Oceanië. Bovendien neemt de consumptie van insecten in het Westen geleidelijk toe, ook in België.
Insecten die het meest gegeten worden in de wereld zijn onder meer krekels, sprinkhanen, cicaden, mieren, diverse soorten keverlarven, zoals die van de meeltor en andere zwartlijven en de neushoornkever, diverse soorten rupsen, zoals die van Omphisa fuscidentalis (de bamboeworm), Gonimbrasia belina, de zijdevlinder en de wasmot. 
Behalve 2040 soorten insecten die gegeten kunnen worden zijn er zo nog tal van geleedpotigen  bekend die eetbaar zijn voor de mens. Entomofagie wordt daardoor soms ruimer gedefinieerd en omvat dan ook het eten van bepaalde groepen van deze klasse, waaronder spinnen (voornamelijk vogelspinnen), schorpioenen en duizendpotigen (voornamelijk duizendpoten). De term entomofagie wordt niet gebruikt voor het consumeren van andere geleedpotigen, zoals kreeftachtigen (garnalen en krabben).

## Geschiedenis
Voordat de mens de middelen had om te jagen of te boeren, vormden insecten een belangrijk deel van het voedsel, wat onder meer bleek uit de analyse van coprolieten, die afkomstig waren uit grotten in de Verenigde Staten en Mexico. In coprolieten afkomstig uit grotten gelegen in het Ozarkgebergte werden resten gevonden van mieren, keverlarven, luizen, teken en mijten. Deze uitkomst was geen verrassing, omdat de meeste primaten die heden ten dage door evolutionisten als voorlopers van de mens worden gezien, zoals bijvoorbeeld de Callithrix jacchus en de tamarins, in meerdere of mindere mate insectivoor zijn. Er zijn aanwijzingen dat de vroegste primaten nachtdieren waren die in bomen leefden en insecten aten. Daarnaast eten ook de meeste tegenwoordige aapachtigen in meerdere of mindere mate insecten. In schilderingen in grotten in Altamira, gedateerd omstreeks 30.000 tot 9.000 voor Christus, werd het verzamelen van wilde bijennesten uitgebeeld. Het is mogelijk dat de mens in die tijd de bijenpoppen en larven samen met de honing at. In ruïnes in de provincie Shanxi zijn de cocons van de wilde zijdeworm gevonden, die gedateerd werden op 2.500 tot 2.000 voor Christus. Deze cocons hadden grote gaten, die erop leken te wijzen dat de larven waren opgegeten. Ook tegenwoordig vinden deze gebruiken nog plaats bij primitieve volken.
Israëlieten waren ook al vroeg bekend met het eten van insecten. Leviticus, het derde boek van de Thora, bevat instructies betreft welke dieren de Israëlieten mochten eten en welke 'onrein' waren. Insecten met springpoten mochten gegeten worden, sprinkhanen en krekels worden hier met name genoemd. Over Johannes de Doper wordt in de evangeliën gezegd dat hij sprinkhanen en wilde honing at.

## Gebruik
Entomofagie kan verdeeld worden in twee categorieën: insecten als een bron van voedingsstoffen en het gebruik van insecten als condiment. 
Sommige soorten worden in de vorm van larve of pop gegeten. Atta laevigata (een mierensoort) wordt in delen van Colombia en Noordoost-Brazilië veel gegeten. In zuidelijk Afrika wordt de mot Gonimbrasia belina veel aangetroffen; de rups daarvan is vrij groot en is een belangrijke voedselbron. In Australië wordt de "Witchetty grub", een naam die aan de grote larven van een aantal mottensoorten wordt gegeven, als voedsel geconsumeerd door de inheemse bevolking.
Bij sommige insecten heeft de commerciële exploitatie door de mens geleid tot de achteruitgang van de soort.
De meeste insecten zijn herbivoor en daardoor minder problematisch dan omnivoren. In alle gevallen wordt verhitten geadviseerd vanwege de kans dat voor de mens schadelijke organismen op of in de insecten aanwezig zijn. 
In Nederland liggen sinds 2014 diverse gekweekte en gevriesdroogde insecten in de schappen van een supermarktketen, gaat met name om sprinkhanen, meelwormen en buffalolarven. In België kwamen in 2014 “insectenburgers” in de handel.

### Entomelk
Entomelk is een melkvervanger, afkomstig van insecten. Een in 2016 uitgevoerd experiment met een kristalachtige afscheiding van een soort kakkerlakken (Diploptera punctata) kwam in 2018 opnieuw in de belangstelling, en werd zelfs even beschouwd als een “superfood”.

## Argumenten van voorstanders van entomofagie

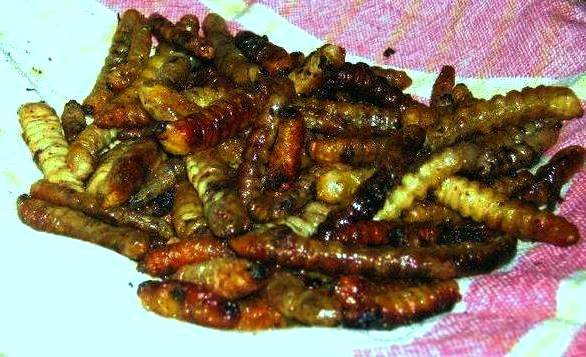
Gefrituurde larven van de boktor

Enkele auteurs hebben actief gepleit voor het belang van entomofagie in de moderne alledaagse keuken als vleesvervanger. Bekende namen zijn R.L. Taylor en B.J. Carter, Gene R. DeFoliart en May Roberta Berenbaum.
De drie belangrijkste argumenten om minder vlees en in plaats daarvan insecten te eten, zijn volgens de voorstanders van entomofagie:
- In met name India en China kan een moeilijke situatie ontstaan door de stijgende vraag naar vlees als gevolg van de toename van de wereldbevolking. Doordat er minder landbouwareaal (oppervlakte) nodig is voor het kweken van insecten, wordt de druk op de beschikbare landbouwgrond verlaagd.
- Efficiëntere omzetting van voer naar vlees: Omdat insecten koudbloedig zijn, zetten zij voedsel niet om in warmte. Bij de kweek van insecten is dus veel minder voer nodig dan in de vleesindustrie.
- Minder broeikasgassen: De uitstoot door de productie van vlees is verantwoordelijk voor de uitstoot van veel broeikasgassen in de wereld. Met de productie van insectenvlees is de uitstoot van broeikasgas veel minder. Daarbij is de mestproductie (ammoniak) en milieubelasting significant minder.

Insecten kunnen bijdragen tot de opbrengst van een bos zonder de noodzaak van houtkap; aldus vormt entomofagie een mogelijk onderdeel van een duurzame bosbehoudstrategie.

## Argumenten van tegenstanders van entomofagie

### Giftigheid
Het gebruik van chemische bestrijdingsmiddelen om insecten tegen te gaan, maakt sommige insecten ongeschikt voor consumptie. Herbiciden kunnen accumuleren in insecten door bioaccumulatie. Wanneer bijvoorbeeld een sprinkhanenplaag bestreden wordt met insecticiden, worden de dieren ongeschikt voor menselijke consumptie. Dit is een dubbel probleem omdat de sprinkhanen zich eerder al tegoed hebben gedaan aan de voor de mens eetbare plant. In 2003 werden door de California Department of Health Services gevallen van loodvergiftiging na consumptie van een bepaalde soort sprinkhaan gemeld. 
In Carnia, in Italië, staan motten van de familie bloeddrupjes bekend om hun giftigheid door de productie van blauwzuur.

### Voedseltaboe
In de westerse cultuur wordt entomofagie gezien als een taboe. Er zijn echter enkele uitzonderingen. Casu marzu is een kaas die gemaakt wordt met behulp van levende insectenlarven. Het westerse voedseltaboe met betrekking tot entomofagie gaat samen met de consumptie van andere geleedpotigen zoals kreeftachtigen en wordt niet beïnvloed door smaak of voedselwaarde. Binnen de joodse godsdienst worden insecten als niet-koosjer gezien, met uitzondering van een paar soorten treksprinkhanen. Sommige moslims zien schorpioenen als onrein, maar de consumptie van sprinkhanen wordt geaccepteerd. Andere stromingen binnen de islam verbieden de consumptie van alle dieren die kruipen, inclusief insecten.
Antropoloog Marvin Harris denkt dat het eten van insecten taboe is in culturen die andere bronnen van voedsel hebben die minder werk vereisen, zoals gevogelte of vee, hoewel er ook culturen bestaan waar veehouderij en entomofagie samen voorkomen. Voorbeelden hiervan zijn te vinden in Botswana, Zuid-Afrika en Zimbabwe, waar grote veehouderijen naast entomofage praktijken bestaan.

### Allergieën
Een ander gevaar voor de gezondheid zijn de allergische reacties die als gevolg van het eten van insecten kunnen optreden. Personen met een allergie voor huisstofmijt of zeevruchten zouden ook allergisch kunnen reageren op de consumptie voor insecten.

## Galerij

Insecten als etenswaren
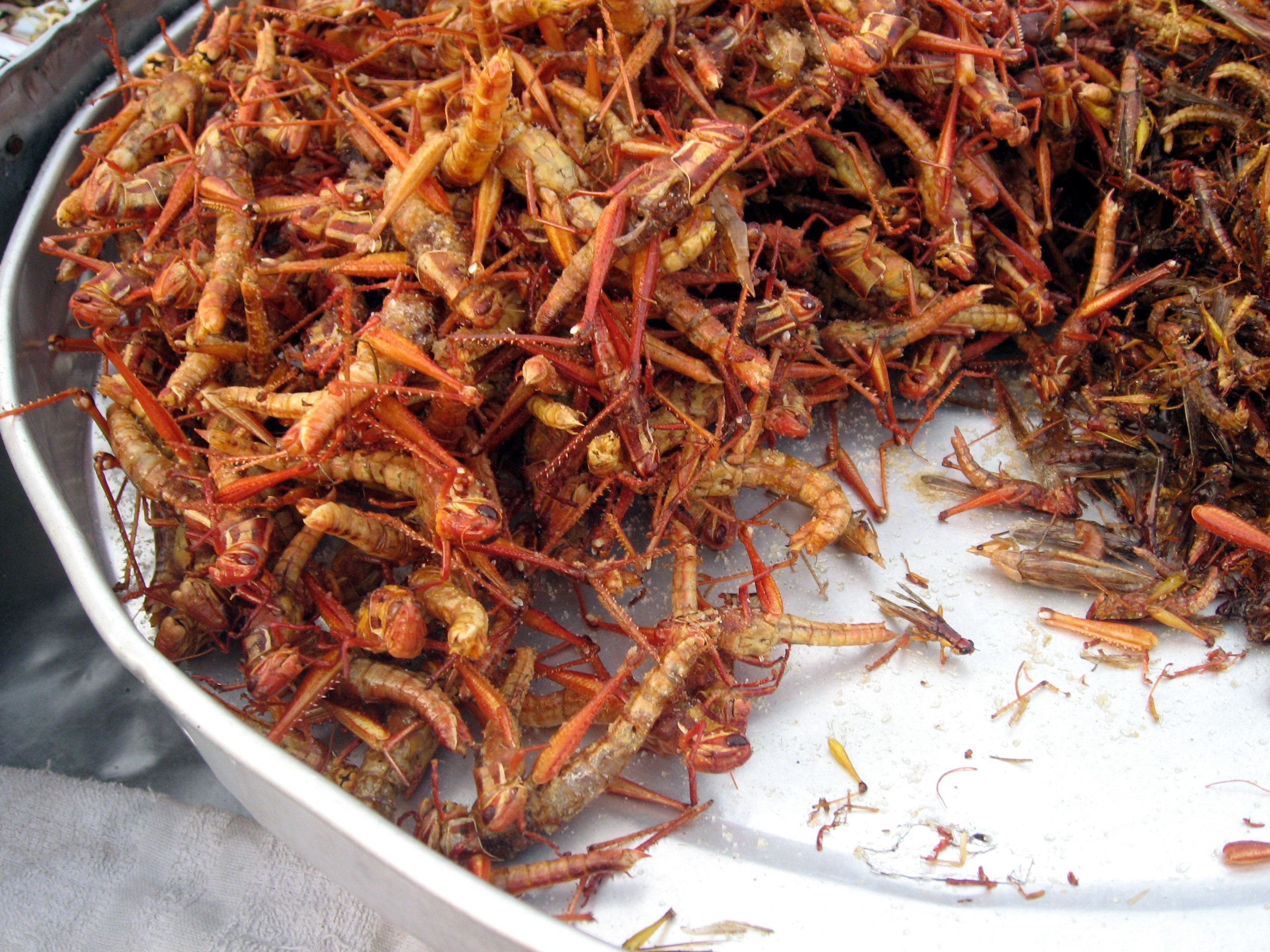
Gefrituurde sprinkhanen in Bangkok
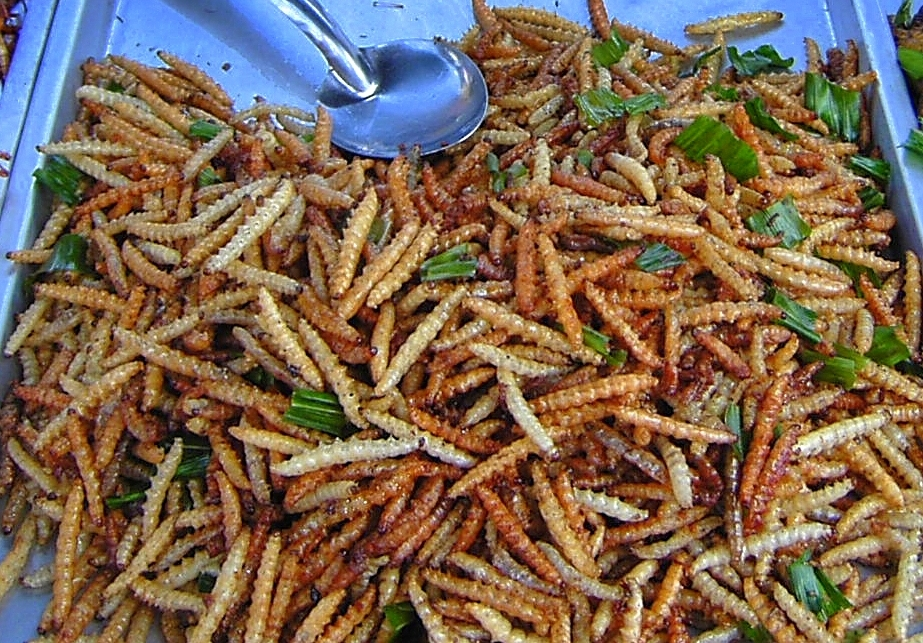
Larven ter consumptie
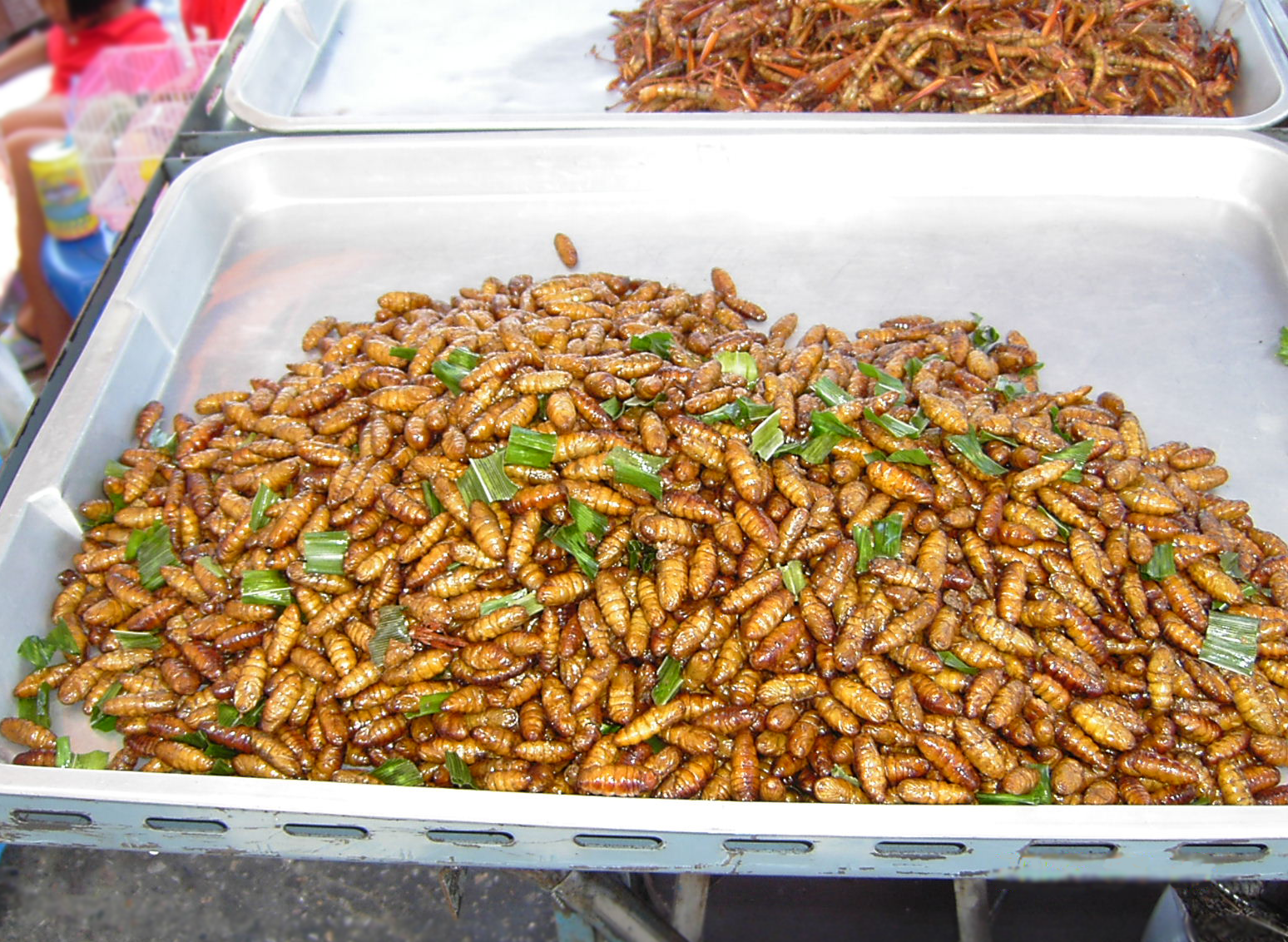
Gefrituurde poppen ter consumptie
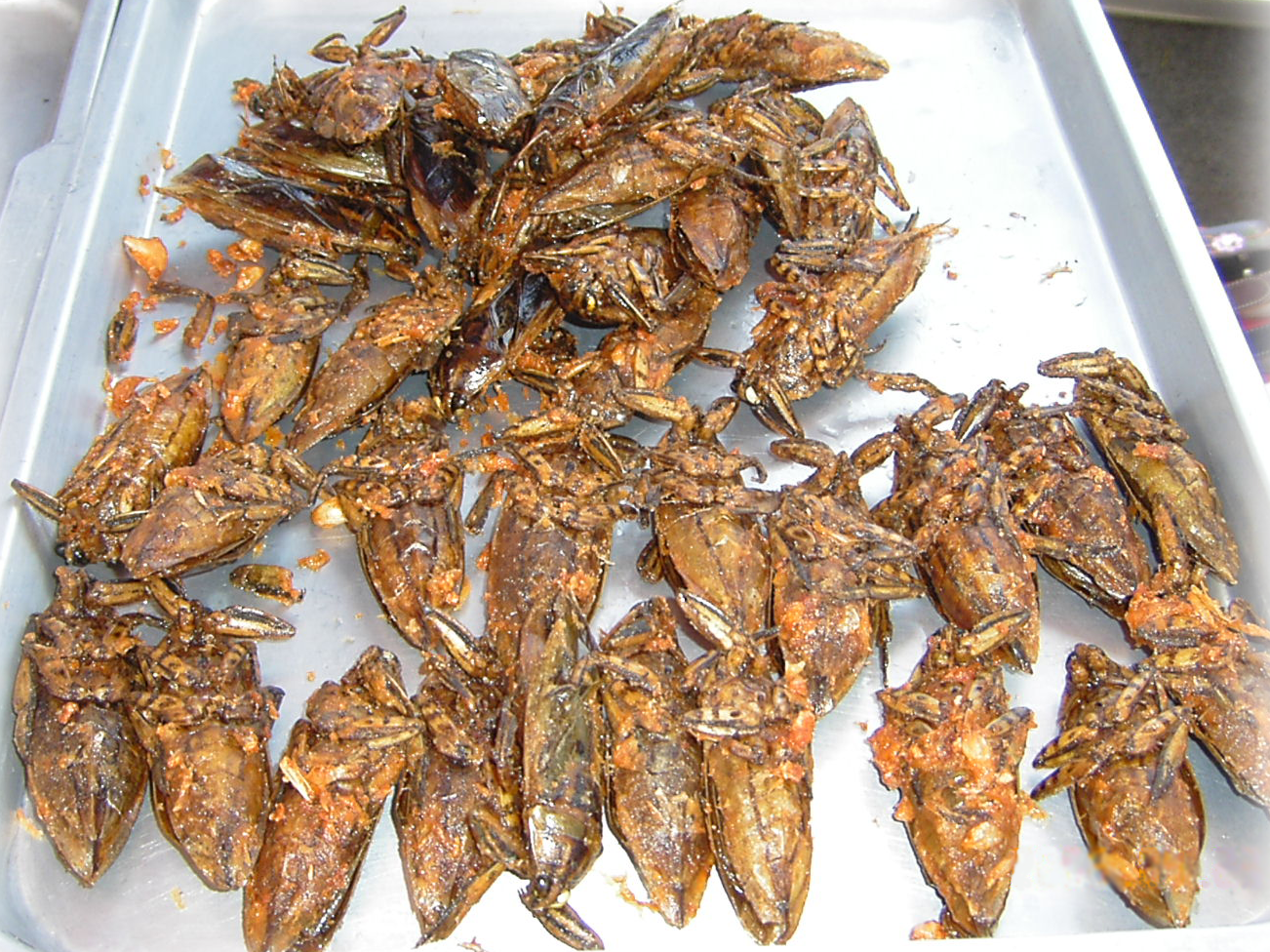
Gefrituurde waterwantsen
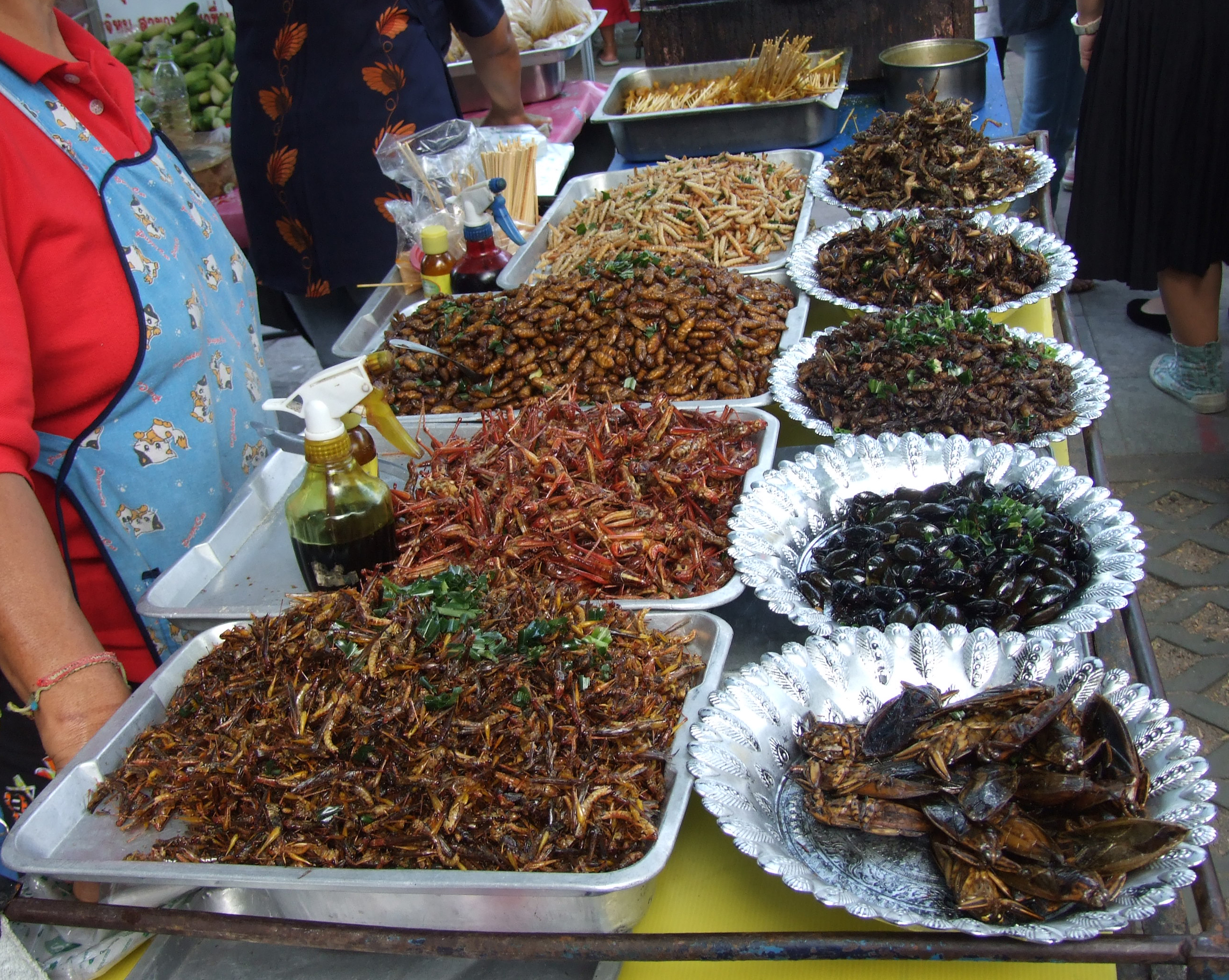
Insecten ter consumptie te koop op de markt
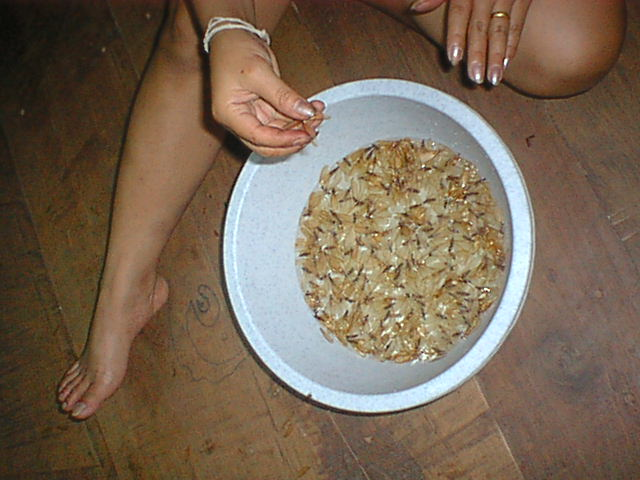
Termieten als voedsel bereid
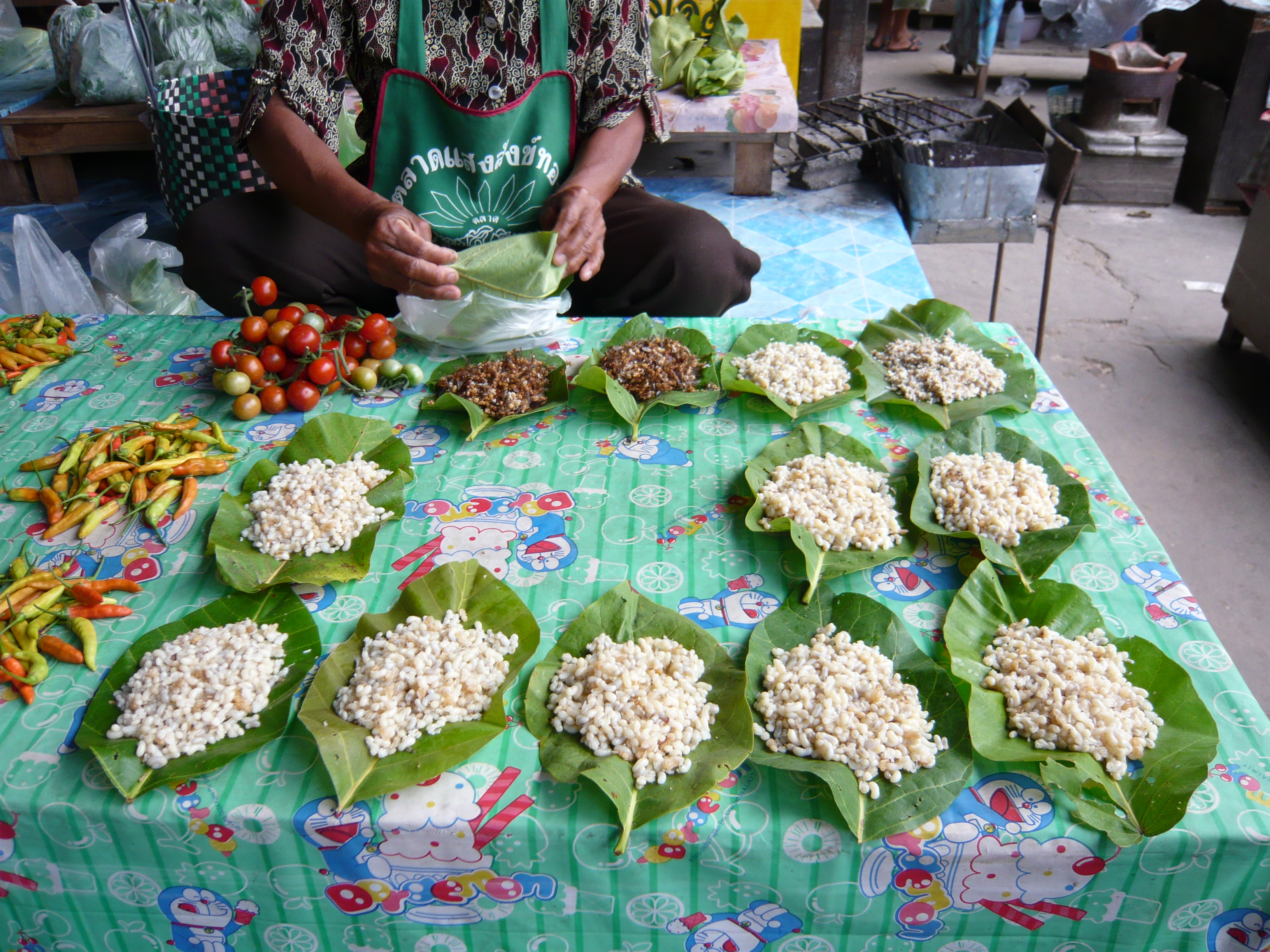
Miereneieren op de markt
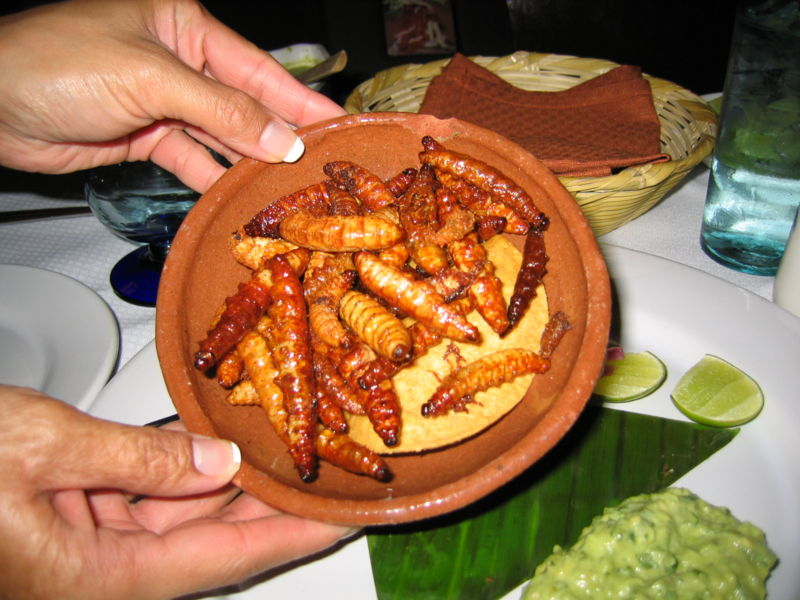
Insecten in geserveerde vorm
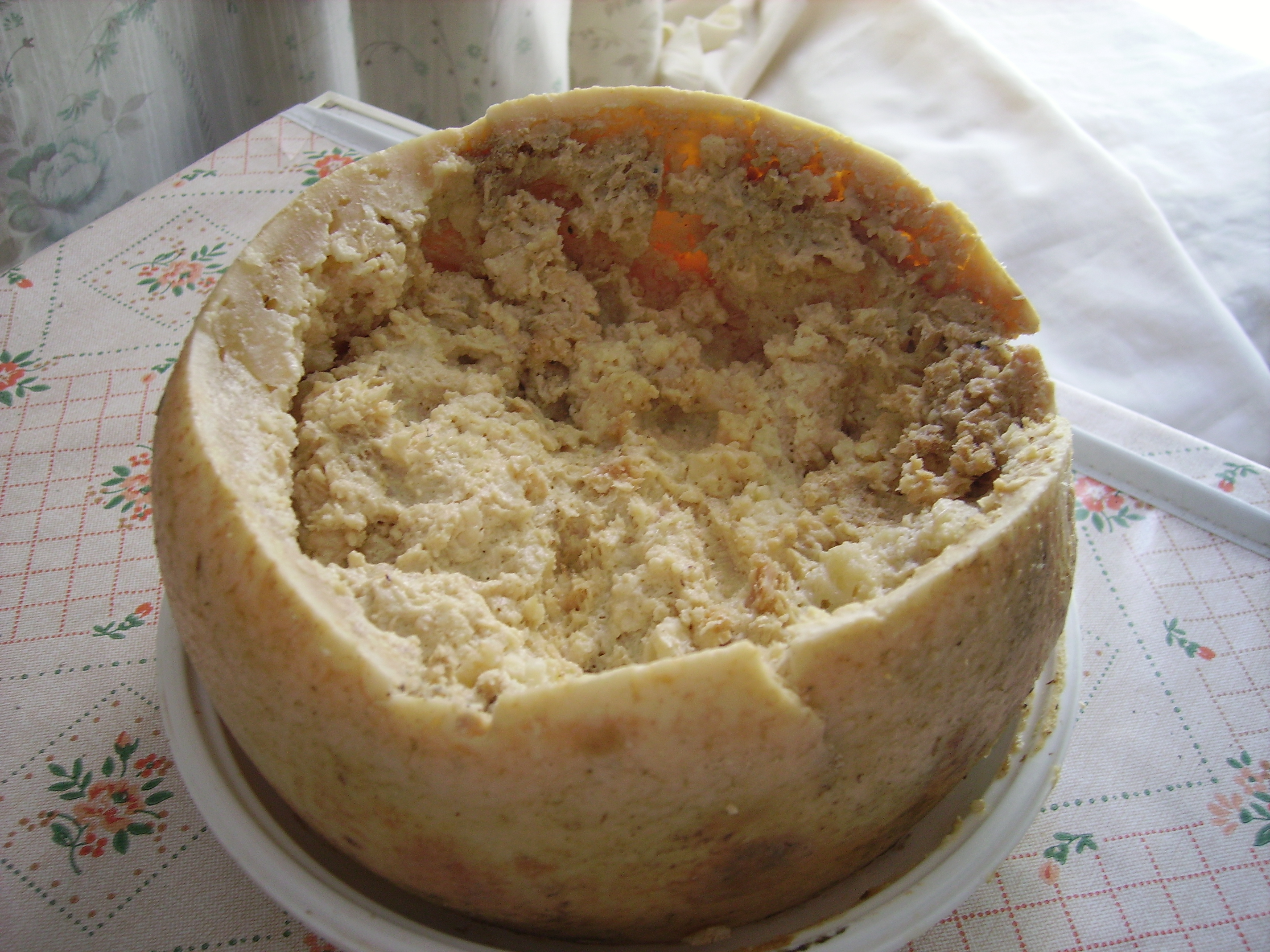
Casu marzu is een Sardijnse kaas die men extreem lang laat rijpen, tot er larven van de kaasvlieg in nestelen
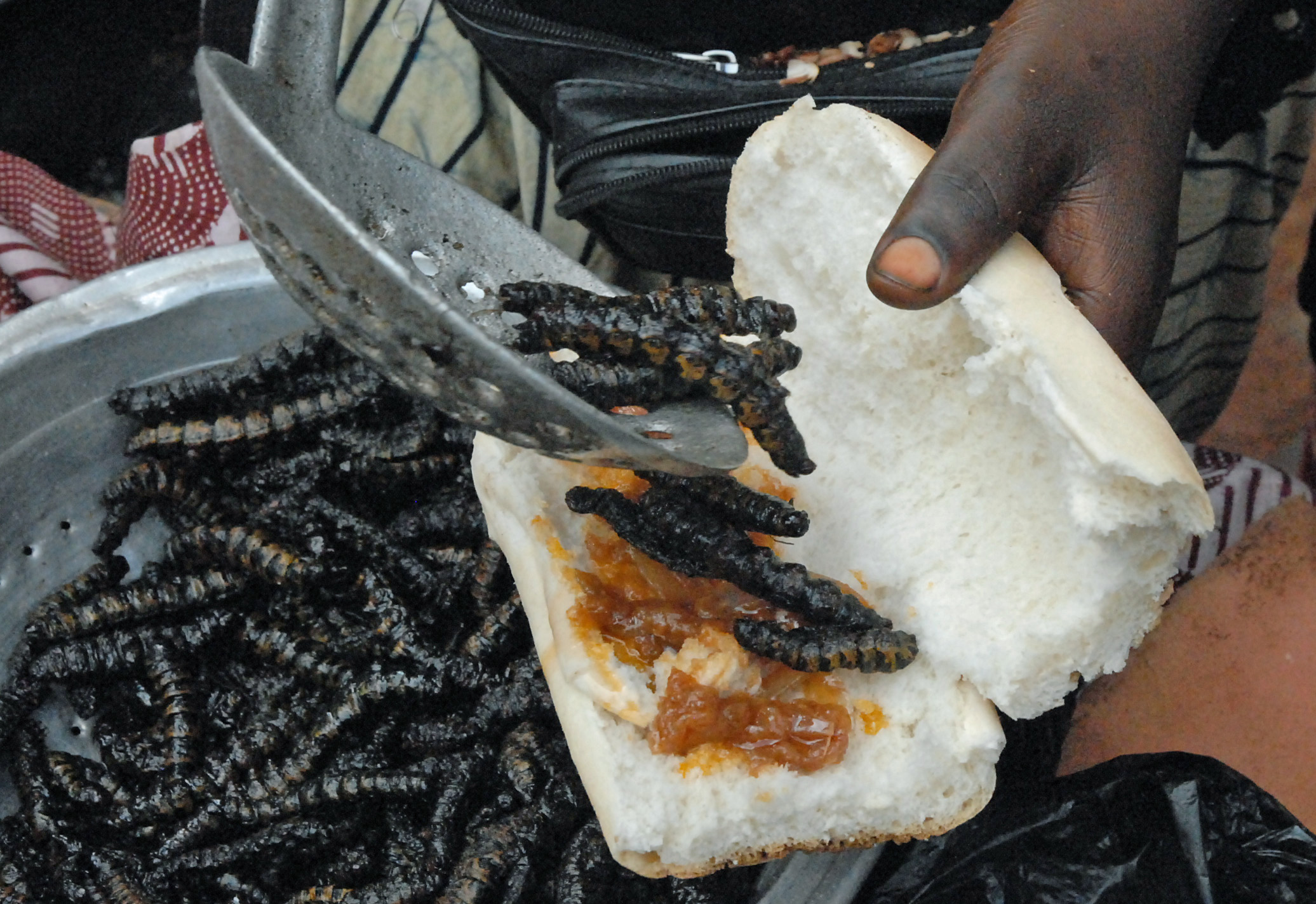
Sandwich met gefrituurde rupsen van de vlinder Cirina butyrospermi (Boromo, Burkina Faso september 2015)

## Entomofagie en gezondheid
Uit een onderzoek van de Universiteit van Gent blijkt dat het eten van insecten helpt tegen hoge bloeddruk. Insecteneiwit kan worden gebruikt als bron van bioactieve peptiden die het angiotensine-converterend enzym (ACE) kunnen remmen. Bestaande geneesmiddelen tegen hoge bloeddruk hebben hetzelfde effect.

## Regulering
Het Belgische Federaal Agentschap voor de Veiligheid van de Voedselketen keurde eind mei 2014 de volgende tien insecten goed voor menselijke consumptie:: de rups van de kleine wasmot, de wasmotrups, de morioworm, de rups van de zijdevlinder, de meelworm, de kleine meelworm, de Afrikaanse treksprinkhaan, de bandkrekel, de huiskrekel en de Amerikaanse woestijnsprinkhaan.
In 2020 werd verwacht dat het Europese Autoriteit voor Voedselveiligheid bepaalde insecten veilig zou verklaren voor menselijke consumptie, meer bepaald meelwormen, sprinkhanen en krekels. Hoewel EU-wetgeving uit 1997 bepaalt dat eetwaren die toen nog niet werden gegeten, een vergunning als “nieuw voedingsmiddel” moeten krijgen, hebben het Verenigd Koninkrijk, Nederland, België, Denemarken en Finland deze regel erg tolerant toegepast, en “insectenburgers” toegestaan. In onder meer Frankrijk, Italië en Spanje waren ze in 2020 nog verboden.

## Insectivoren
Insecten worden ook door veel dieren gegeten. De term entomofagie wordt voornamelijk gebruikt voor de menselijke consumptie van insecten; dieren die insecten eten worden beschreven als insecteneters of insectivoor. Er zijn ook planten die insecten vangen om er voedingsstoffen aan te onttrekken. Insecten, rondwormen en schimmels die hun voedsel verkrijgen van insecten worden soms ook entomofaag genoemd. Zij kunnen onderverdeeld worden in predatoren, parasieten en parasitoïden. Ook virussen, bacteriën en schimmels die op of in insecten leven, worden wel entomofaag genoemd. Normaal gesproken wordt in de ecologie het leven op insecten insectivoor genoemd.